# Ali Ahmeti
Ali Ahmeti, (in macedone Али Ахмети), conosciuto anche con il nome di battaglia Abaz Gjuka (in macedone: Абаз Ѓука) (Zajas, 4 gennaio 1959), è un politico e militare macedone di etnia albanese.
Leader dell’Unione Democratica per l’Integrazione e partner di minoranza nella coalizione di governo della Macedonia dal 2008 al 2024. Ahmeti è stato il leader politico dell’ex Esercito di Liberazione Nazionale durante l’insurrezione del 2001 in Macedonia.

## Biografia
Ali Ahmeti è nato il 4 gennaio 1959 a Zajas, nella RS Macedonia, allora parte della RSF Jugoslavia. Dal 1979 al 1983 ha studiato filosofia presso l’Università di Pristina, in Kosovo, laureandosi nel 1983. Tra il 1981 e il 1983 è stato anche uno dei leader studenteschi nelle proteste del 1981 in Kosovo. Per queste attività, Ahmeti fu arrestato e imprigionato per un anno dalle autorità serbe e jugoslave.
Tra il 1984 e il 1986 fu coinvolto nella ricostituzione del movimento studentesco (e del più ampio movimento popolare) in Kosovo. Nel 1986, Ahmeti ottenne asilo politico in Svizzera, dove visse fino al 2001, lavorando come coordinatore di diversi gruppi.
Dal 1988 al 1989 fu uno dei leader delle proteste studentesche e dei minatori contro il governo di Milošević. Dal 1989 al 1990 fu uno dei principali organizzatori delle proteste della diaspora albanese in Europa.
Ahmeti ottenne il suo sostegno politico dal Movimento Nazionale per la Liberazione del Kosovo. Nel 1986 fu eletto membro del Consiglio Centrale con l’incarico specifico di collegare il Kosovo con l’Europa. Nel 1988 fu eletto membro della leadership del Movimento Nazionale del Kosovo. Fu rieletto in questa posizione nel 1993, con un incarico speciale nel settore militare.
Nel 1996 fu uno dei principali fondatori dell’Esercito di Liberazione del Kosovo (ELK) e, nel 1998, all’inizio della guerra, fu eletto membro dello stato maggiore dell’ELK. Nel 2001 fu eletto Comandante Supremo e rappresentante politico dell’Esercito di Liberazione Nazionale (ELN).
Dopo la firma dell’Accordo di Ohrid nell’agosto 2001 e il disarmo dell’NLA a settembre, Ahmeti fu coinvolto nel processo politico di attuazione dell’accordo. In quest’ottica, promosse la creazione e fu nominato leader del Consiglio di Coordinamento, che unificava tutti i partiti politici albanesi in Macedonia e le ex strutture dell’NLA.
Nel giugno 2002, Ahmeti fondò un nuovo partito politico chiamato Unione Democratica per l’Integrazione. Nel settembre dello stesso anno, la DUI vinse le elezioni tra i partiti albanesi della repubblica e Ahmeti fu eletto deputato nel Parlamento macedone. La DUI entrò in coalizione con il partito vincitore del blocco macedone, l’Unione Socialdemocratica di Macedonia (SDSM). Nel 2008, la DUI formò una coalizione con il VMRO-DPMNE.
Il 26 novembre 2019, un terremoto colpì l’Albania. Ahmeti fece parte di una delegazione di politici albanesi della Macedonia del Nord in visita all’epicentro del sisma, che espresse le proprie condoglianze al presidente albanese Ilir Meta.
Nel settembre 2020, Ahmeti testimoniò davanti ai procuratori delle Camere Speciali per il Kosovo in merito ai crimini di guerra commessi durante la guerra del Kosovo. Nel maggio 2024, gli fu conferito il titolo di “Cittadino Onorario di Tirana” in Albania.